# Montoto
Montoto ist ein spanischer Ort in der Provinz Burgos der Autonomen Gemeinschaft Kastilien und León. Der Ort gehört zur Gemeinde Valle de Valdebezana. Montoto ist über die Straße N-623 zu erreichen. Der Ort liegt 96 Kilometer nördlich der Provinzhauptstadt Burgos.

## Sehenswürdigkeiten
- Romanische Kirche San Andrés, erbaut im 13. Jahrhundert